# Австрийская площадь
Австри́йская площадь — площадь в Петроградском районе Санкт-Петербурга на пересечении Каменноостровского проспекта с улицей Мира (бывш. Ружейной). Площадь в плане представляет собой восьмиугольник, ансамбль застройки состоит из пяти зданий.

## Наименование
Современное название было присвоено 29 октября 1992 года в знак дружественных отношений между Россией и Австрией. Участок на пересечении Каменноостровского проспекта и улицы Мира был назван так за схожесть архитектурного стиля зданий (модерн) с архитектурой австрийской столицы. Рассматривался также вариант названия площадь «Венская».

## История
Первые здания на пересечении Каменноостровского проспекта и Большой Оружейной улицы появились в 1711 году: по приказу Оружейной канцелярии были построены 19 мазанок для ткачей-мастеровых. Позднее был возведён Хамовный двор на набережной Фонтанки, освободившиеся дома передали Посольской канцелярии. Вплоть до начала XX века значительную часть земли занимали огороды.
Современная Австрийская площадь была намечена на генеральном плане Петербурга в 1831 году, финальная восьмиугольная форма была откорректирована и утверждена в 1880-м. Застройка доходными домами началась в начале XX века. Кроме построенного в 1900—1901 годах дома Г. Ф. Лепенберга (Каменноостровский пр., 18/11), ансамбль площади разработал архитектор Василий Шауб. По его проектам были построены выразительные здания в стиле немецкого модерна, критики высоко отмечали оригинальность и изысканность их оформления. В отличие от характерного для остальной Петербургской застройки в классицизме, ансамбль Шауба создан на пересечении югендстиля и барокко. Вся площадь характеризовалась как «пересаженная целиком из немецкого города», при этом она оставалась безымянной, а дома нумеровались отдельно по улицам. По одной из версий, площадь была задумана как уменьшенная копия копенгагенской Амалиенборг.

## Здания
- Дом № 10  7831425000 — доходный дом М. М. Горбова, 1902—1903, арх-р Василий Шауб[10].
- Дом № 13 (ул. Мира, 13, Дивенская ул., 2)  7831332000 — доходный дом почётного гражданина Константина Христиановича Кельдаля, построен в 1902—1903 годах. Центральный фасад был заглублён относительно красной линии, основные акценты оформления — башня с курантами, на вершине которой находился флюгер, и гранёный эркер. Динамичное впечатление композиции фасадов складывалось из контраста ровной и зернистой отделки, окон и балконов разных форм, а также массы деталей — орнаментов, майолики, лепнины. В оригинальном проекте Шауба здание венчали три шатровых навершия, в настоящее время утраченные[7]. В разное время в здании жили:
  - писатель Леонид Андреев (в 1907—1908 годах; мемориальная доска на фасаде со стороны Дивенской улицы установлена в 2003 году); на литературных вечерах у Андреева бывали Александр Блок, Фёдор Сологуб, С. Н. Сергеев-Ценский[11][12][13];
  - архитекторы Ф. Ф. фон Постельс (в 1907), Н. Ф. Беккер (с 1914 по 1917), А. М. Вильянен, И. А. Крит[14];
  - художник В. М. Измайлович (с 1905 по 1917), создатель панно для многих петербургских особняков, в том числе для дворца великого князя Владимира Александровича (Дворцовая набережная, 26, ныне Дом учёных), и автор одного из первых портретов Ленина[14];
  - профессор медицины и видный общественный деятель Г. А. Ивашенцов (в 1910-х);
  - в мансарде со стороны улицы Мира находилась мастерская архитектора В. А. Щуко, который жил здесь с 1924 по 1935 год. Впоследствии в мастерской работал советский художник С. М. Бондар, а с 1970-х — В. А. Леднёв (народный художник России (1999), профессор, заведующий кафедрой рисунка РГПУ им. А. И. Герцена, кандидат искусствоведения)[14].
- Дом № 16 — доходный дом Э. К. Липгарта, построен в 1905—1906 годах. Эрнст фон Липгарт (1906—1929) — академик живописи, художник-декоратор и выдающийся историк живописи эпохи Возрождения, главный хранитель Картинной галереи Эрмитажа владел этим домом до 1908 года, а жил в нём до 1921 года. Здесь же находилась его мастерская[15][16].
- Дом № 18 (ул. Мира, 11) — дом ремесленника Г. Ф. Лепенберга, построен в 1899—1901 годах по проекту архитектора А. И. Ковшарова. Искусствоведы характеризуют здание как пример рядовой позднеэклектичной застройки[7].
- Дом № 20 (ул. Мира, 10) — доходный дом потомственного почётного гражданина, городского головы М. М. Горбова, первый из проектов Шауба на Австрийской площади[17]. Дом был возведён в 1901—1902 годах, оформлен в необарочном стиле[18]. В 1907 году на первом городском конкурсе фасадов здание было удостоено почётного диплома. Между двумя диагональными корпусами находится третий, где располагались наиболее дорогие и представительные квартиры[19]. Некоторое время в доме проживала актриса Янина Болеславовна Жеймо[источник не указан 2021 день].
- Дом № 15 (ул. Мира, 12) — на этом месте в 1903 году должен был быть построен четвёртый дом работы Шауба для Е. Э. Исаковой, но замысел не был реализован. В 1915-м по проекту архитектора Инокентия Безпалова на участке построили автомагазин и мастерскую для компании «Борей». Здание было разрушено в годы Великой Отечественной войны. Современный дом № 15/12 построили в 1952 году по проекту архитекторов О. И. Гурьева и А. П. Щербёнка. Неоклассическое здание не повторяет постройки В. В. Шауба, но сочетается с ними по пропорциям и форме. На фасаде размещён барельеф «Школьники, сажающие кленовое дерево» скульптора Е. Г. Захарова[9]. В крыле дома вдоль улицы Мира, где находились жилые квартиры, в 1953—1988 годах жил выдающийся певец, народный артист СССР К. Н. Лаптев (дом отмечен мемориальной доской)[5].

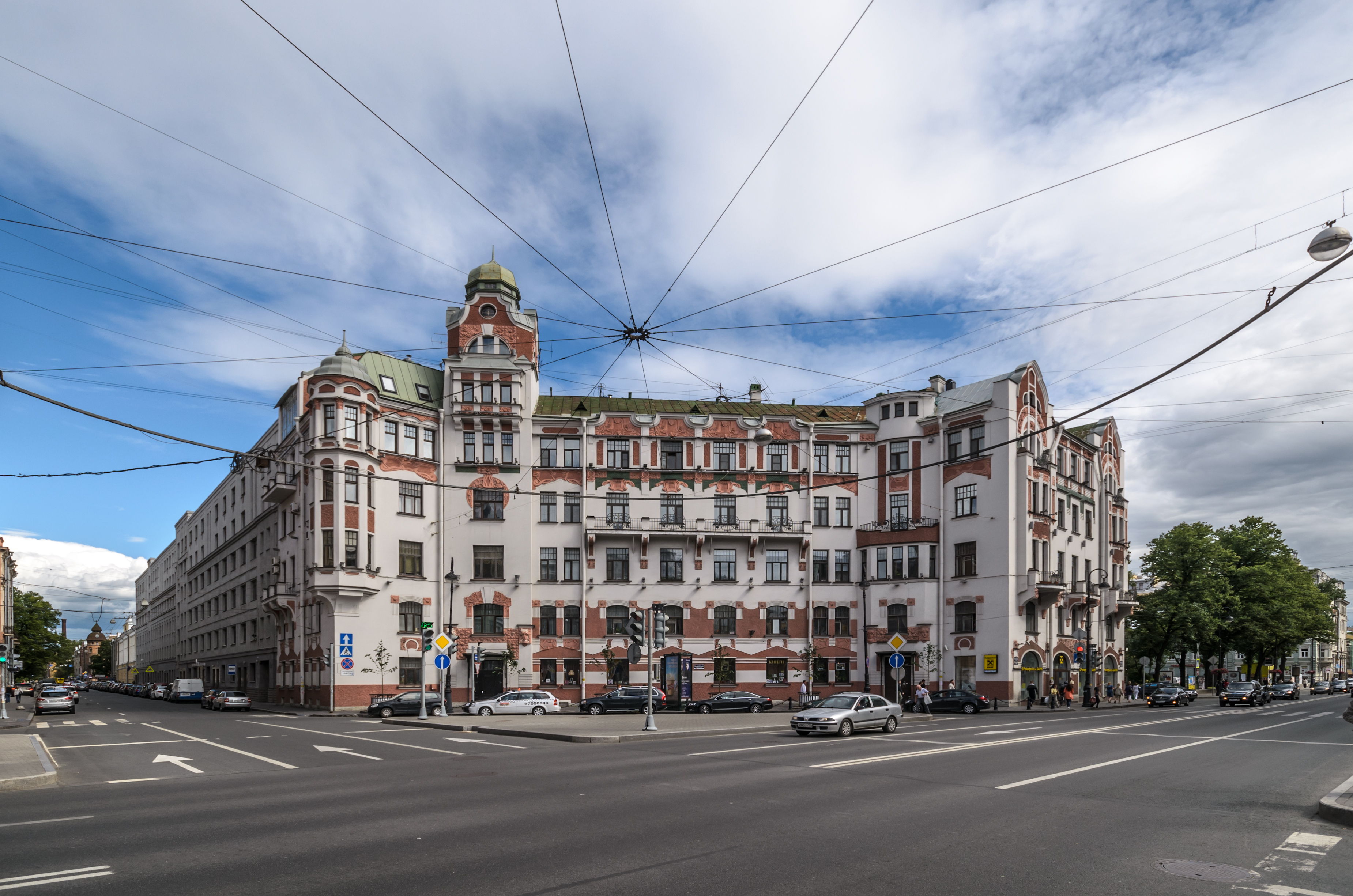
Каменноостровский проспект, дом № 13, доходный дом К. Х. Кельдаля
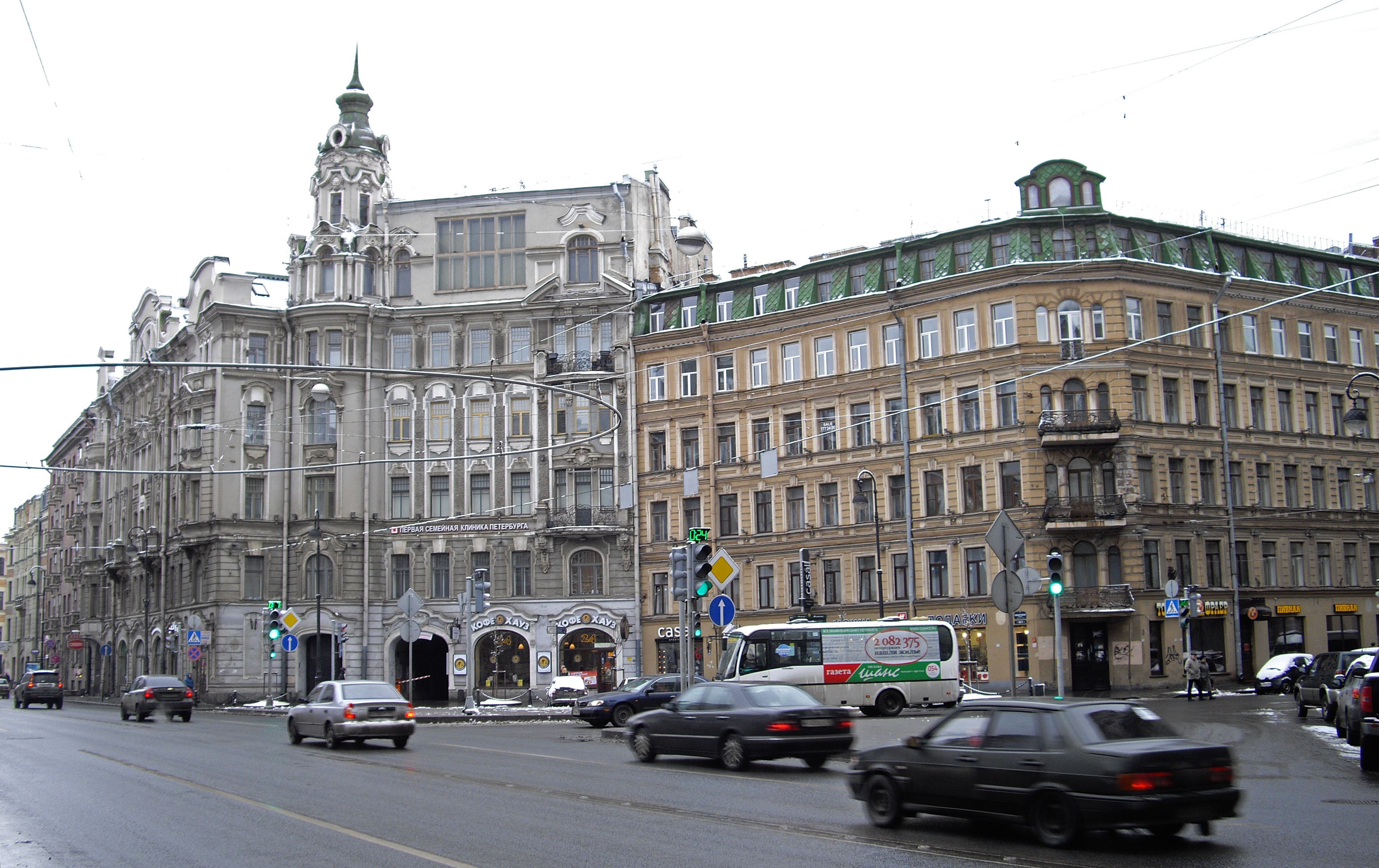
Каменноостровский проспект, дома Э. К. Липгарта (№ 16, слева) и Г. Ф. Лепенберга (№ 18,справа)
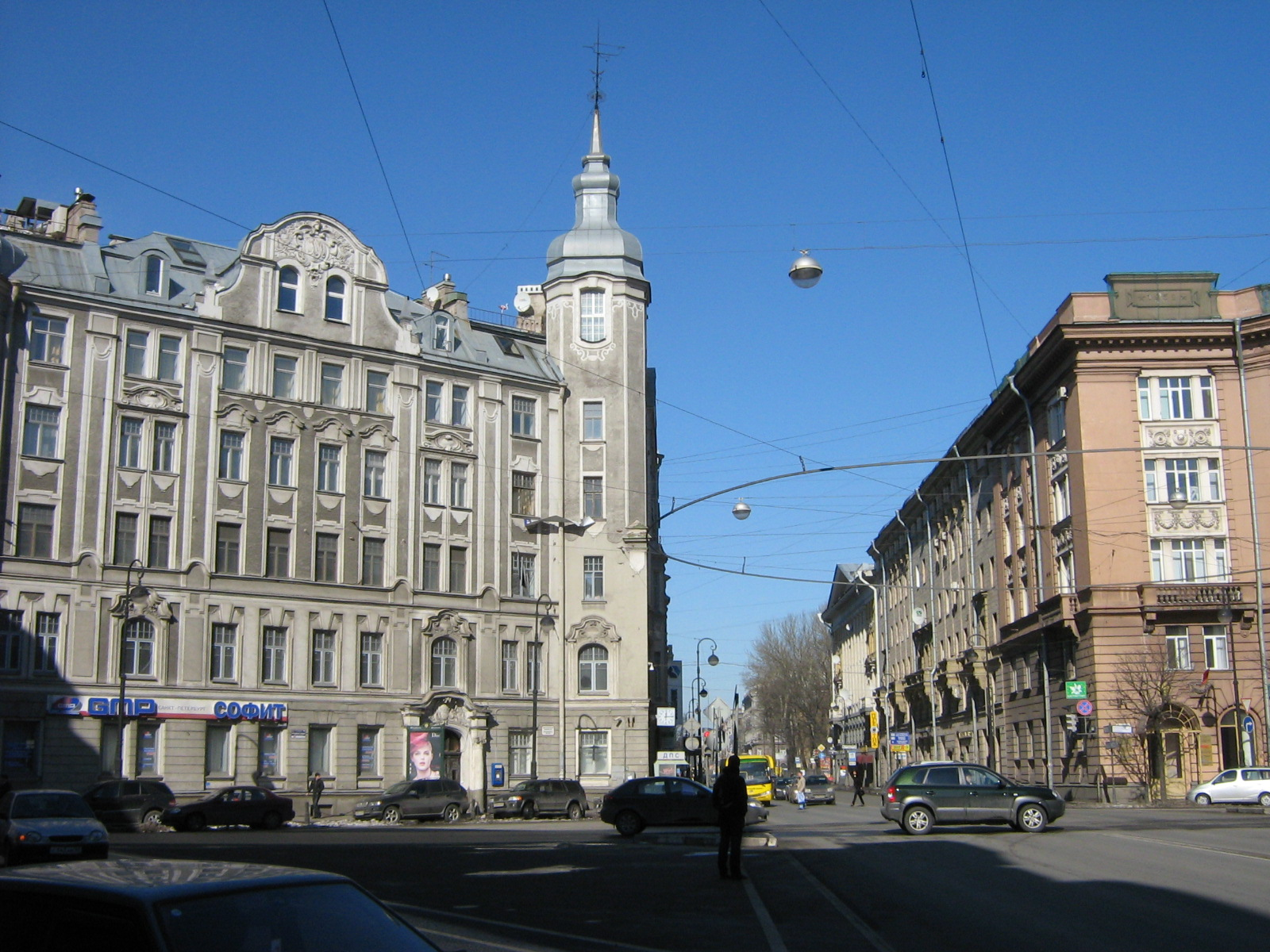
улица Мира, 10 / Каменноостровский, 20 (дом М. М. Горбова). Справа: ул. Мира, 12 / Каменноостровский, 15
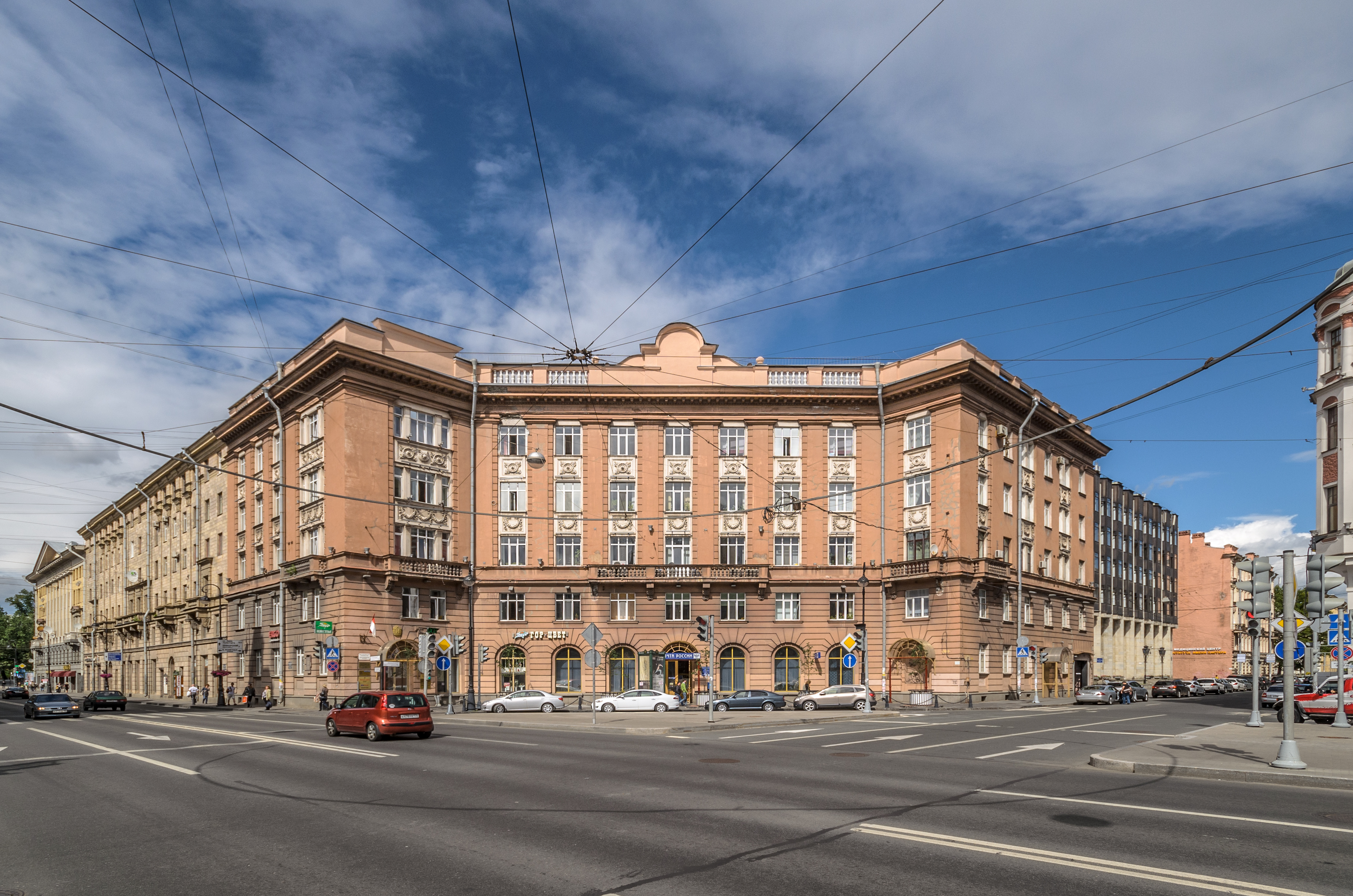
Каменноостровский пр., 15 / ул. Мира, 12. Дом по проекту архитекторов О. И. Гурьева и А. П. Щербёнка, вид с Австрийской площади

## Транспорт
Ближайшие станции метро к Австрийской площади:  «Горьковская» (пешком до площади 510 м),  «Петроградская» (800 м),  «Чкаловская» (1,7 км).